# Lekkoatletyka na Letnich Igrzyskach Olimpijskich 1964 – bieg na 100 m mężczyzn
Bieg na 100 metrów mężczyzn podczas XVIII Letnich Igrzysk Olimpijskich w Tokio rozegrano 14 (eliminacje i ćwierćfinały) i 15 października (półfinały i finał) na Stadionie Olimpijskim w Tokio. Zwycięzcą został Amerykanin Bob Hayes, który w finale wyrównał rekord świata wynikiem 10,0 s.

## Rekordy

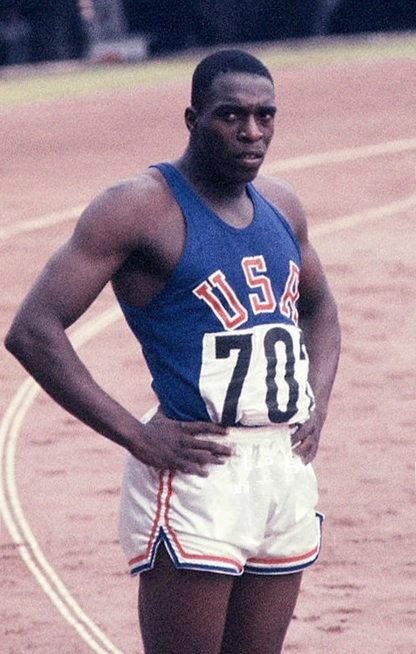
Bob Hayes

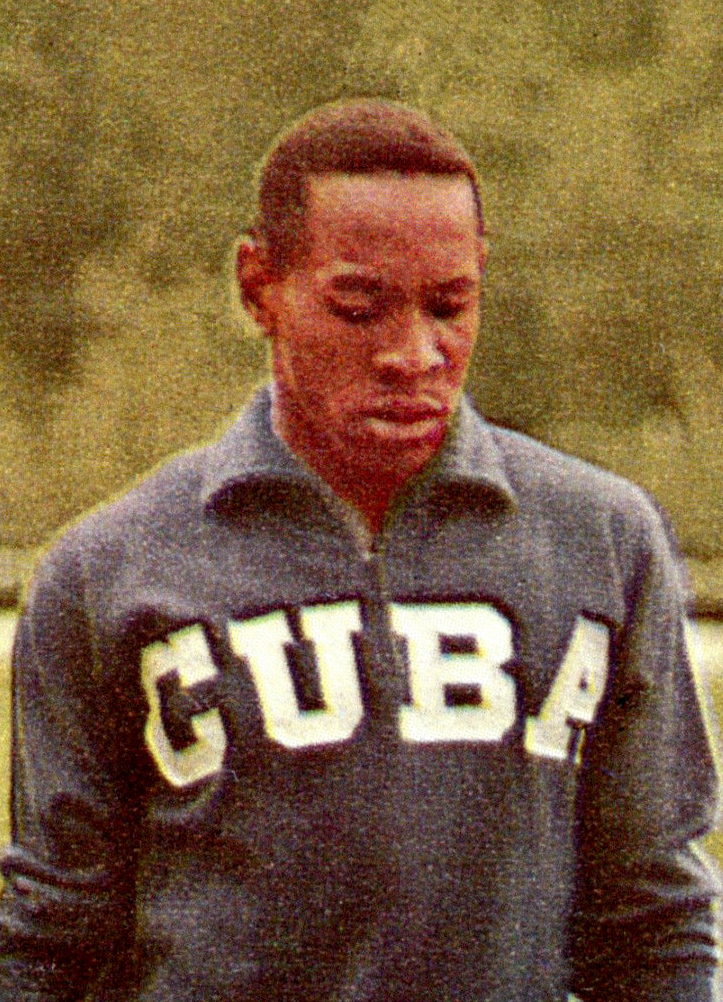
Enrique Figuerola

|                   | zawodnik        | narodowość | czas | data                  | miejsce   |
| ----------------- | --------------- | ---------- | ---- | --------------------- | --------- |
| Rekord świata     | Armin Hary      | RFN        | 10,0 | 21 czerwca 1960(dts)  | Zurych    |
| Rekord świata     | Harry Jerome    | Kanada     | 10,0 | 15 lipca 1960(dts)    | Saskatoon |
| Rekord świata     | Horacio Esteves | Wenezuela  | 10,0 | 15 sierpnia 1964(dts) | Caracas   |
| Rekord olimpijski | Armin Hary      | Niemcy     | 10,2 | 31 sierpnia 1960(dts) | Rzym      |

## Wyniki
| Poz. - pozycja |
| – rekord świata \| – rekord krajowy \| – rekord życiowy \| = – wyrównany rekord życiowy \| · – najlepszy wynik w sezonie \| = – wyrównany najlepszy wynik w sezonie \| – rekord olimpijski |
| Fn – falstart \| DNF – nie ukończył \| DNS – nie wystartował \| DSQ – zdyskwalifikowany |

### Eliminacje
Rozegrano dziesięć biegów eliminacyjnych. Do ćwierćfinałów awansowało po trzech najlepszych zawodników z każdego biegu.

#### Bieg 1
| Poz. | Zawodnik                   | Narodowość | Rezultat | Uwagi |
| ---- | -------------------------- | ---------- | -------- | ----- |
| 1    | Hideo Iijima               | Japonia    | 10,3     | Q     |
| 2    | Bernard Laidebeur          | Francja    | 10,5     | Q     |
| 3    | Edwin Ozolin               | ZSRR       | 10,5     | Q     |
| 4    | Kenneth Powell             | Indie      | 10,7     |       |
| 5    | Zbigniew Syka              | Polska     | 10,7     |       |
| 6    | Jean-Louis Ravelomanantsoa | Madagaskar | 10,8     |       |
| 7    | Sara Camara                | Mali       | 11,3     |       |

#### Bieg 2
| Poz. | Zawodnik           | Narodowość        | Rezultat | Uwagi |
| ---- | ------------------ | ----------------- | -------- | ----- |
| 1    | Trenton Jackson    | Stany Zjednoczone | 10,5     | Q     |
| 2    | Peter Radford      | Wielka Brytania   | 10,6     | Q     |
| 3    | Bouchaib El-Maachi | Maroko            | 10,6     | Q     |
| 4    | Csaba Csutorás     | Węgry             | 10,7     |       |
| 5    | Johan Du Preez     | Rodezja           | 10,7     |       |
| 6    | Jeong Gi-seon      | Korea Południowa  | 11,0     |       |
| 7    | Arnulfo Valles     | Filipiny          | 11,1     |       |

#### Bieg 3
| Poz. | Zawodnik         | Narodowość               | Rezultat | Uwagi |
| ---- | ---------------- | ------------------------ | -------- | ----- |
| 1    | Gaoussou Koné    | Wybrzeże Kości Słoniowej | 10,5     | Q     |
| 2    | Melvin Pender    | Stany Zjednoczone        | 10,5     | Q     |
| 3    | Michael Ahey     | Ghana                    | 10,6     | Q     |
| 4    | Frans Luitjes    | Holandia                 | 10,6     |       |
| 5    | Wilton Jackson   | Trynidad i Tobago        | 10,6     |       |
| 6    | Lynn Davies      | Wielka Brytania          | 10,7     |       |
| 7    | Gerardo di Tolla | Peru                     | 10,9     |       |
| 8    | Lee Ar-tu        | Republika Chińska        | 11,2     |       |

#### Bieg 4
| Poz. | Zawodnik         | Narodowość         | Rezultat | Uwagi |
| ---- | ---------------- | ------------------ | -------- | ----- |
| 1    | Marian Dudziak   | Polska             | 10,6     | Q     |
| 2    | Stanley Allotey  | Ghana              | 10,6     | Q     |
| 3    | John Owiti       | Kenia              | 10,6     | Q     |
| 4    | Carlos Lorenzo   | Meksyk             | 10,7     |       |
| 5    | George Collie    | Bahamy             | 10,9     |       |
| 6    | Masaru Kamata    | Japonia            | 10,9     |       |
| 7    | Ho Thành Chinh   | Wietnam Południowy | 11,9     |       |
| –    | Nikołaj Politiko | ZSRR               | DNS      |       |

#### Bieg 5
| Poz. | Zawodnik          | Narodowość | Rezultat | Uwagi |
| ---- | ----------------- | ---------- | -------- | ----- |
| 1    | Harry Jerome      | Kanada     | 10,5     | Q     |
| 2    | Claude Piquemal   | Francja    | 10,5     | Q     |
| 3    | Lloyd Murad       | Wenezuela  | 10,8     | Q     |
| 4    | James Odongo      | Uganda     | 10,9     |       |
| 5    | Gusman Kosanow    | ZSRR       | 10,9     |       |
| 6    | Abdoulaye N'Diaye | Senegal    | 11,0     |       |
| 7    | Levi Psavkin      | Izrael     | 11,1     |       |

#### Bieg 6
| Poz. | Zawodnik          | Narodowość      | Rezultat | Uwagi |
| ---- | ----------------- | --------------- | -------- | ----- |
| 1    | Heinz Schumann    | Niemcy          | 10,5     | Q     |
| 2    | Dennis Johnson    | Jamajka         | 10,6     | Q     |
| 3    | William Earle     | Australia       | 10,7     | Q     |
| 4    | Seraphino Antao   | Kenia           | 10,7     |       |
| 5    | Huba Rozsnyai     | Węgry           | 10,8     |       |
| 6    | Alf Meakin        | Wielka Brytania | 10,8     |       |
| 7    | David Njitock     | Kamerun         | 11,1     |       |
| 8    | Akbar Babakhanlou | Iran            | 11,1     |       |

#### Bieg 7
| Poz. | Zawodnik            | Narodowość | Rezultat | Uwagi |
| ---- | ------------------- | ---------- | -------- | ----- |
| 1    | Wiesław Maniak      | Polska     | 10,5     | Q     |
| 2    | Arquímedes Herrera  | Wenezuela  | 10,5     | Q     |
| 3    | Mani Jegathesan     | Malezja    | 10,6     | Q     |
| 4    | José de Rocha       | Portugalia | 11,0     |       |
| 5    | Bassirou Doumbia    | Senegal    | 11,0     |       |
| 6    | Francisco Gutiérrez | Kolumbia   | 11,0     |       |
| 7    | Iftikhar Shah       | Pakistan   | 11,4     |       |

#### Bieg 8
| Poz. | Zawodnik        | Narodowość        | Rezultat | Uwagi |
| ---- | --------------- | ----------------- | -------- | ----- |
| 1    | Bob Hayes       | Stany Zjednoczone | 10,4     | Q     |
| 2    | Thomas Robinson | Bahamy            | 10,5     | Q     |
| 3    | Bob Lay         | Australia         | 10,5     | Q     |
| 4    | Ippolito Giani  | Włochy            | 10,6     |       |
| 5    | Rogelio Onofre  | Filipiny          | 10,7     |       |
| 6    | Khudhir Zalata  | Irak              | 11,1     |       |
| –    | David Ejoke     | Nigeria           | DNS      |       |

#### Bieg 9
| Poz. | Zawodnik            | Narodowość       | Rezultat | Uwagi |
| ---- | ------------------- | ---------------- | -------- | ----- |
| 1    | Fritz Obersiebrasse | Niemcy           | 10,4     | Q     |
| 2    | Iván Moreno         | Chile            | 10,5     | Q     |
| 3    | Pablo McNeil        | Jamajka          | 10,5     | Q     |
| 4    | László Mihályfi     | Węgry            | 10,6     |       |
| 5    | Gary Holdsworth     | Australia        | 10,6     |       |
| 6    | Max Barandun        | Szwajcaria       | 10,7     |       |
| 7    | Jeffery Smith       | Rodezja Północna | 11,3     |       |
| –    | Wesley Johnson      | Liberia          | DNF      |       |

#### Bieg 10
| Poz. | Zawodnik            | Narodowość | Rezultat | Uwagi |
| ---- | ------------------- | ---------- | -------- | ----- |
| 1    | Enrique Figuerola   | Kuba       | 10,5     | Q     |
| 2    | Lynn Headley        | Jamajka    | 10,5     | Q     |
| 3    | Roger Bambuck       | Francja    | 10,6     | Q     |
| 4    | Manfred Knickenberg | Niemcy     | 10,7     |       |
| 5    | Léon Yombe          | Kongo      | 10,8     |       |
| 6    | Alberto Torres      | Dominikana | 10,9     |       |
| 7    | Suthi Manyakass     | Tajlandia  | 10,9     |       |
| 8    | Rogelio Rivas       | Hiszpania  | 11,1     |       |

### Ćwierćfinały
Rozegrano cztery biegi ćwierćfinałowe. Do półfinałów awansowało po czterech najlepszych zawodników z każdego biegu.

#### Bieg 1
| Poz. | Zawodnik            | Narodowość               | Rezultat | Uwagi |
| ---- | ------------------- | ------------------------ | -------- | ----- |
| 1    | Harry Jerome        | Kanada                   | 10,3     | Q     |
| 2    | Trenton Jackson     | Stany Zjednoczone        | 10,4     | Q     |
| 3    | Fritz Obersiebrasse | Niemcy                   | 10,4     | Q     |
| 4    | Gaoussou Koné       | Wybrzeże Kości Słoniowej | 10,4     | Q     |
| 5    | Dennis Johnson      | Jamajka                  | 10,5     |       |
| 6    | Marian Dudziak      | Polska                   | 10,5     |       |
| 7    | Bernard Laidebeur   | Francja                  | 10,5     |       |
| 8    | William Earle       | Australia                | 10,6     |       |

#### Bieg 2
| Poz. | Zawodnik           | Narodowość | Rezultat | Uwagi |
| ---- | ------------------ | ---------- | -------- | ----- |
| 1    | Enrique Figuerola  | Kuba       | 10,3     | Q     |
| 2    | Wiesław Maniak     | Polska     | 10,3     | Q     |
| 3    | Bob Lay            | Australia  | 10,4     | Q     |
| 4    | Claude Piquemal    | Francja    | 10,4     | Q     |
| 5    | Edwin Ozolin       | ZSRR       | 10,4     |       |
| 6    | Bouchaib El-Maachi | Maroko     | 10,5     |       |
| 7    | John Owiti         | Kenia      | 10,6     |       |

#### Bieg 3
| Poz. | Zawodnik        | Narodowość        | Rezultat | Uwagi |
| ---- | --------------- | ----------------- | -------- | ----- |
| 1    | Thomas Robinson | Bahamy            | 10,3     | Q     |
| 2    | Melvin Pender   | Stany Zjednoczone | 10,4     | Q     |
| 3    | Hideo Iijima    | Japonia           | 10,5     | Q     |
| 4    | Pablo McNeil    | Jamajka           | 10,5     | Q     |
| 5    | Mani Jegathesan | Malezja           | 10,6     |       |
| 6    | Iván Moreno     | Chile             | 10,6     |       |
| 7    | Stanley Allotey | Ghana             | 10,7     |       |
| 8    | Lloyd Murad     | Wenezuela         | 10,7     |       |

#### Bieg 4
| Poz. | Zawodnik           | Narodowość        | Rezultat | Uwagi |
| ---- | ------------------ | ----------------- | -------- | ----- |
| 1    | Bob Hayes          | Stany Zjednoczone | 10,3     | Q     |
| 2    | Arquímedes Herrera | Wenezuela         | 10,4     | Q     |
| 3    | Lynn Headley       | Jamajka           | 10,4     | Q     |
| 4    | Heinz Schumann     | Niemcy            | 10,5     | Q     |
| 5    | Peter Radford      | Wielka Brytania   | 10,5     |       |
| 6    | Roger Bambuck      | Francja           | 10,5     |       |
| 7    | Michael Ahey       | Ghana             | 10,6     |       |

### Półfinały
Rozegrano dwa biegi półfinałowe. Do finału awansowało po czterech najlepszych zawodników z każdego biegu.

#### Bieg 1
| Poz. | Zawodnik           | Narodowość        | Rezultat | Uwagi |
| ---- | ------------------ | ----------------- | -------- | ----- |
| 1    | Bob Hayes          | Stany Zjednoczone | 9,9w     | Q     |
| 2    | Wiesław Maniak     | Polska            | 10,1w    | Q     |
| 3    | Thomas Robinson    | Bahamy            | 10,2w    | Q     |
| 4    | Heinz Schumann     | Niemcy            | 10,3w    | Q     |
| 5    | Bob Lay            | Australia         | 10,3w    |       |
| 6    | Pablo McNeil       | Jamajka           | 10,3w    |       |
| 7    | Arquímedes Herrera | Wenezuela         | 10,4w    |       |
| 8    | Trenton Jackson    | Stany Zjednoczone | 10,6w    |       |

#### Bieg 2
| Poz. | Zawodnik            | Narodowość               | Rezultat | Uwagi |
| ---- | ------------------- | ------------------------ | -------- | ----- |
| 1    | Harry Jerome        | Kanada                   | 10,3     | Q     |
| 2    | Gaoussou Koné       | Wybrzeże Kości Słoniowej | 10,4     | Q     |
| 3    | Enrique Figuerola   | Kuba                     | 10,4     | Q     |
| 4    | Melvin Pender       | Stany Zjednoczone        | 10,4     | Q     |
| 5    | Claude Piquemal     | Francja                  | 10,5     |       |
| 6    | Lynn Headley        | Jamajka                  | 10,5     |       |
| 7    | Hideo Iijima        | Japonia                  | 10,6     |       |
| 8    | Fritz Obersiebrasse | Niemcy                   | 10,6     |       |

### Finał
| Poz. | Zawodnik          | Narodowość               | Rezultat | Uwagi |
| ---- | ----------------- | ------------------------ | -------- | ----- |
| 1    | Bob Hayes         | Stany Zjednoczone        | 10,0     | =     |
| 2    | Enrique Figuerola | Kuba                     | 10,2     |       |
| 3    | Harry Jerome      | Kanada                   | 10,2     |       |
| 4    | Wiesław Maniak    | Polska                   | 10,4     |       |
| 5    | Heinz Schumann    | Niemcy                   | 10,4     |       |
| 6    | Gaoussou Koné     | Wybrzeże Kości Słoniowej | 10,4     |       |
| 6    | Melvin Pender     | Stany Zjednoczone        | 10,4     |       |
| 8    | Thomas Robinson   | Bahamy                   | 10,5     |       |